# Carex paeninsulae
Carex paeninsulae là một loài thực vật có hoa trong họ Cói. Loài này được Naczi, E.L.Bridges & Orzell mô tả khoa học đầu tiên năm 2002.